# Acuérdate de mí
Acuérdate de mí es una novela de suspense por la autora estadounidense Mary Higgins Clark, publicada en 1994.

## Sinopsis
Después de perder a su hijo Bobby en un trágico accidente, Menley Nichols encuentra su relación con su esposo Adam, un reconocido abogado, derrumbándose. Sin embargo, el nacimiento de su segundo hijo, Hannah, promete salvar su matrimonio, y los tres comienzan una nueva vida en una casa alquilada en Cabo Cod.
Pero las cosas nunca serán tan simples para Menley. En la casa nueva suceden incidentes extraños, que hacen recordar la noche que perdió a su primer hijo, y pronto teme por la seguridad de su nueva hija. Mientras tanto, Adam se encarga de un cliente sospechoso de ahogar a su esposa, y los dos escenarios pronto colisionan acabando en un final dramático.